# Plesioneuron notabile
Plesioneuron notabile är en kärrbräkenväxtart som först beskrevs av Guido Georg Wilhelm Brause, och fick sitt nu gällande namn av Holtt. Plesioneuron notabile ingår i släktet Plesioneuron och familjen Thelypteridaceae. Inga underarter finns listade.